# 1988年冬季残疾人奥林匹克运动会瑞典代表团
1988年冬季残疾人奥林匹克运动会瑞典代表团是瑞典派出的1988年冬季残疾人奥林匹克运动会代表团。获得3枚金牌、7枚银牌和5枚铜牌。